# Azadlyg Prospekti (metropolitana di Baku)
Azadlyg Prospekti è una stazione della Linea 2 della Metropolitana di Baku.
È stata inaugurata il 30 dicembre 2009.